# Lepidodasyidae
Lepidodasyidae zijn een familie van de buikharigen. 

## Taxonomie
Het volgende geslacht is bij de familie ingedeeld:
- Lepidodasys Remane, 1926